# Distretto di Huambalpa
Il distretto di Huambalpa è uno degli otto distretti della provincia di Vilcas Huamán, in Perù. Si trova nella regione di Ayacucho e si estende su una superficie di 150,76 chilometri quadrati.

Ha per capitale la città di Huambalpa e nel censimento del 2005 contava 2.764 abitanti.